# Vlag van Hertfordshire

Vlag van Hertfordshire

De vlag van Hertfordshire, een 'non-metropolitan' graafschap in Oost-Engeland, toont een liggend hert op een gouden wapenschild, dat weer op een veld met blauwe en witte golven ligt. De vlag bestaat sinds 19 november 2008 toen het bestuur van het graafschap besloot dat dit een passend en representatief ontwerp voor de vlag van het graafschap is. Het ontwerp was van het College of Arms.

## Symboliek
"Barry wavy of eight Azure and Argent an Inescutcheon Or charged with a Hart lodged proper"
De acht blauwe en witte golven staan symbool voor de vele riviertjes en beken in het graafschap.
Het kleine schild en hert komen van het wapenschild van de gemeente Hertford en dateert van 1634. Het hert wordt in het graafschap op veel plaatsen gebruikt als verwijzing naar de naam van het graafschap Hertfordshire. Een hert of "hart" komt bovendien vaak voor in de heraldiek.

## Noot
Inescutcheon is het kleinere schild binnen een groter.